# Вејкфилд
Вејкфилд (енгл. Wakefield) је град у Уједињеном Краљевству у Енглеској у грофовији Западни Јоркшир. Према процени из 2007. у граду је живело 79.894 становника.
Вејкфилд се налази на источним падинама планина Пенини, на једном брду на северној обали реке Калдер (Calder). Удаљен је 14 km јужно од Лидса, 25 km југоисточно од Бредфорда, 40 km северно од Шефилда и 60 km североисточно од Манчестера.
Познат је као центар производње текстила од 16. века, специјализован за производњу вуненог и синтетичког плетеног конца.

## Историја
Вејкфилд се први пут помиње 1086. (Domesdale Book) под именом Wachefeld. У току Рата ружа, овде је 1460. у бици код Вејкфилда поражен Ричард, војвода од Јорка. Вејкфилд је 1848. добио статус градског дистрикта (municipal borough).

## Становништво
Према процени, у граду је 2008. живело 79.894 становника.
| 1981.  | 1991.  | 2001.  |
| ------ | ------ | ------ |
| 74.764 | 73.955 | 76.886 |

## Партнерски градови
- Алфелд
- Белгород
- Кастр
- Кастроп-Рауксел
- Ђирона
- Енен Бомон
- Коњин
- Херне